# Antonio Serra (philosophe)
Antonio Serra (né vers 1568 à Cosenza et mort vers 1620) est un philosophe italien de la fin du XVIe et du début du XVIIe siècle, ainsi qu'un économiste mercantiliste.

## Biographie
Né au XVIe siècle,  Antonio Serra se passionne très vite pour la lecture et les mathématiques.
On en sait très peu à propos de la vie de Serra. Il serait né à Cosenza vers la fin du XVIe siècle ; les dates exactes de sa naissance et de sa mort sont inconnues. Il a été appelé à travailler à Naples, où il s’est appliqué à résoudre les problèmes économiques et sociaux gigantesques provoqués par le système des vice-royautés espagnoles. En 1613, Serra a été jeté en prison car il était impliqué, avec le philosophe Tommaso Campanella, dans un complot visant à libérer la Calabre de la domination espagnole.
Dans son traité Breve trattato delle cause che possono far abbondare li regni d’oro e d’argento dove non sono miniere, Serra analyse les causes du manque de monnaie dans le royaume de Naples et les facteurs qui pourraient permettre de renverser cette tendance économique. Il a été le premier à analyser et à comprendre parfaitement le concept de balance commerciale, à la fois pour les biens, et pour les services invisibles et les mouvements de capitaux. Il expliquait que le manque de monnaie du royaume de Naples était dû à une balance des paiements déficitaire. En utilisant ses découvertes, il a pu rejeter l’idée reçue de l’époque qui disait que la pénurie de monnaie était due au taux de change. Et il a pu avancer que la solution au problème se trouvait dans une aide active à l’export.
Il semblerait qu'il ait également défini la loi des rendements décroissants en agriculture. Sa pensée économique suppose de dépasser l'influence des concepts moraux scolastiques sur l'économie, au bénéfice de l'influence d'autres concepts séculaires.